# Európai languszta
Az európai languszta (Palinurus elephas) a felsőbbrendű rákok (Malacostraca) osztályának a tízlábú rákok (Decapoda) rendjébe, ezen belül a Palinuridae családjába tartozó faj.

## Előfordulása
Az európai languszta a Földközi-tengerben a leggyakoribb, az Atlanti-óceánban a holland partoknál éri el elterjedésének legészakibb határát.

## Megjelenése
Az európai langusztának az európai homárral ellentétben első pár járólábán nincsenek ollók, csupán egy-egy kapaszkodószerve. Az állat nagysága a 45 centimétert elérheti, hátpajzsa erősen tüskés felületű. Színe vörösesbarna, barnás-ibolya, a potrohrészen fehér foltokkal. A testhosszúságát meghaladó méretű 2 csáppár, amelynek segítségével recsegő hangot képes kelteni, vörösbarna alapon halványsárga gyűrűs rajzolatú. A potroh széles faroklegyezőben végződik.

## Életmódja
Az európai languszta a sziklás, egyenetlen, növényekkel benőtt tengerfenéken él, 12-15 métertől, többnyire azonban 40 méter mélységtől lefelé. Kagylókkal, csigákkal táplálkozik, de a dögöt is elfogyasztja.

## Szaporodása
Petéit a vízbe rakja.

## Érdekességek
Étkezési célra a tengerfenékre süllyesztett hálókkal vagy csalizott kosarakkal tömegekben fogják.

## Képek

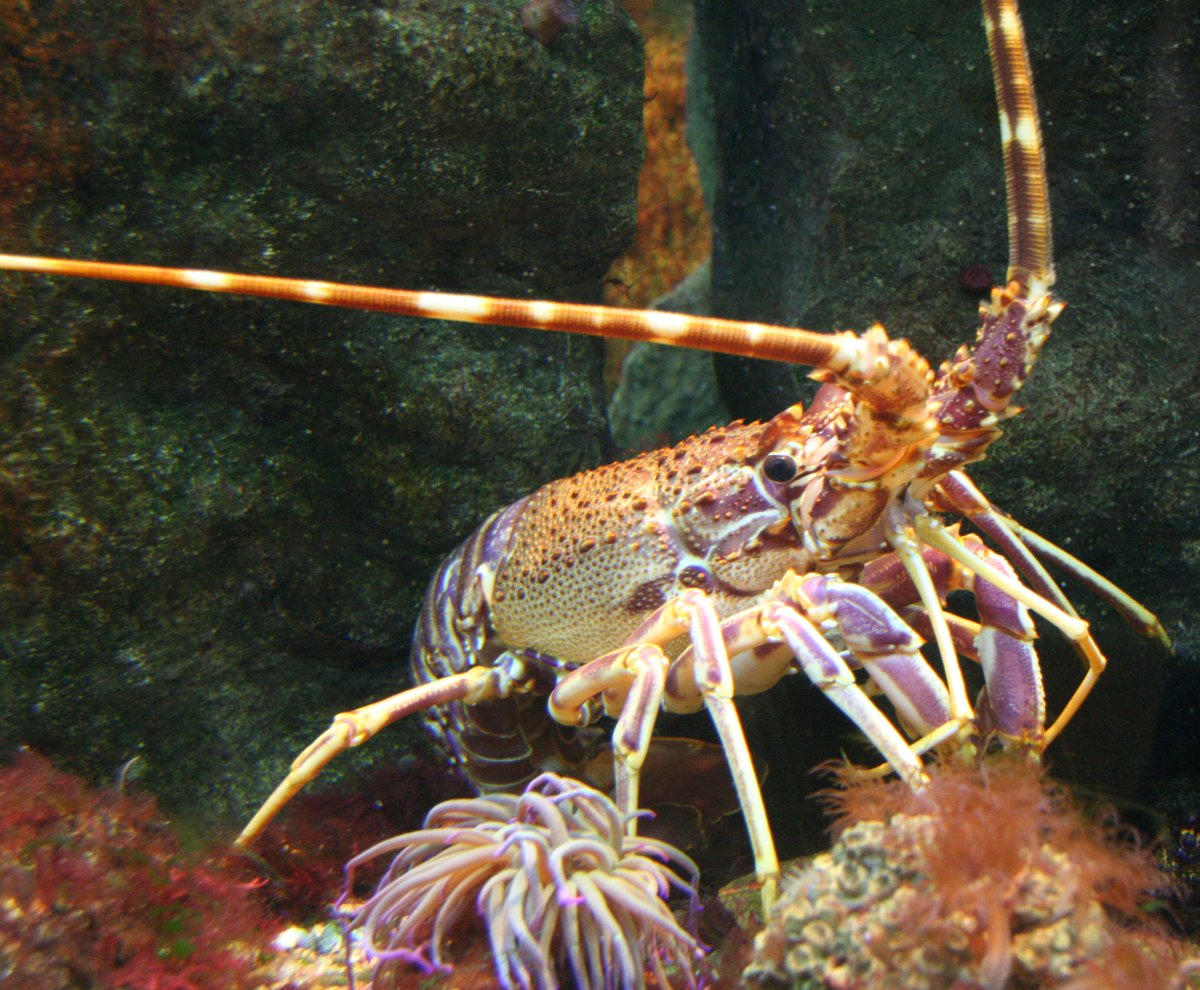
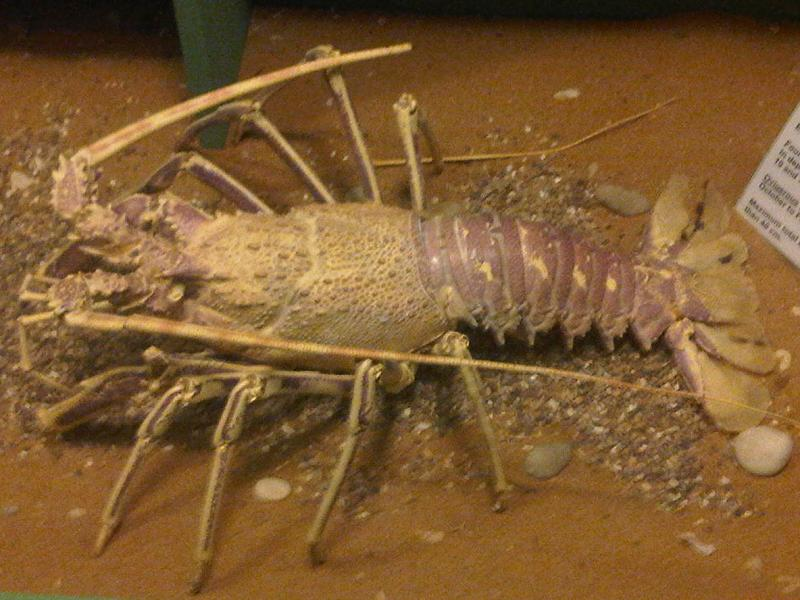
Európai languszta a máltai Vilhena Palace-hoz tartozó National Museum of Natural History-ban